# Новониколаевка (Ермекеевский район)
Новониколаевка (баш. Яңы Николаевка) — деревня в Ермекеевском районе Республики Башкортостан Российской Федерации. Входит в состав Нижнеулу-Елгинского сельсовета.

## География

### Географическое положение
Расстояние до:
- районного центра (Ермекеево): 3 км,
- центра сельсовета (Нижнеулу-Елга): 1 км,
- ближайшей ж/д станции (Приютово): 25 км.

## Население
| 2002 | 2009 | 2010 |
| ---- | ---- | ---- |
| 80   | ↗81  | ↘74  |

Национальный состав
Согласно переписи 2002 года, преобладающая национальность — чуваши (67 %).